# Dysopsis paucidentata
Dysopsis paucidentata là một loài thực vật có hoa trong họ Đại kích. Loài này được (Müll.Arg.) Lozano & J.Murillo mô tả khoa học đầu tiên năm 2001.